# 家庭國際
家庭國際基督徒联会（簡稱TFI），是一個新興宗教，1968年由大衛·伯格創立於美国加州杭亭頓海灘，因带有反社会性质而被视为威權主義邪教組織。最初命名為少年歸主（Teen for Christ），之後多次更改組織名字。它以天父的兒女（Children of God，縮寫COG）而聲名狼藉，後來更改為愛的家庭（The Family of Love，1978年－1981年）, 再簡化為家庭（The Family）。從2004年至今，以家庭國際（The Family International）之名持續存在。自稱基督徒組織。
前成員和倖存者指責該組織對兒童進行性虐待、身體虐待、剝削，以弱勢群體為目標，并對該組織中長大的兒童造成永久心理創傷。

## 简介
創立於1968年，初時名為天父的兒女（The Children of God，COG），俗稱神的孩子（God's Kids），1978年更名為愛的家庭，1995年再更名為家庭，2004年又更名為家庭國際，由大卫·伯格於1968年在美國加利福尼亚州杭廷頓海岸（Huntington Beach）成立组织。由于其教育宣扬滥交和恋童而遭到世人怀疑，1970年代泰德·帕特里克成立了名為「FREECOG」的組織，提供警惕信息。1974年，纽约州司法部公布对「天父的儿女」的调查，指其存在逃兵、強姦、洗脑、逃漏税、诱拐青少年、袭击信徒父母、反常性行为等罪嫌。
「天父的儿女」最高机构为「皇室」，大卫·摩西·伯格为「国王」，活动基本单位为「家庭」。打着「信奉耶稣」、「唯獨聖經」的旗号，宣扬「世界末日即将到来」，彌賽亞耶穌再臨時，唯有加入「天父的儿女」，进入「天国」，籍此诱骗信徒对大卫·摩西·伯格进行个人崇拜，以大卫·摩西·伯格所著《摩西书信》为经典，宣扬“世界末日”邪说，攻击一切社会制度和意识形态。宣称「上帝的爱即是性爱」，令少女信徒采取卖淫的方式发展教會、招收信徒及募款，並邀集少女少男在组织中实行群交、滥交，提倡儿童性行为。该组织要求其成员绝对服从「皇室」，为「主」抛弃全部，奉献一切财产，並且要奉獻「肉体」供應皇室濫交。
根據加拿大廣播公司的說法，TFI“鼎盛時期”擁有“數以萬計成員，包括美國和英國演藝界的瑞凡·菲尼克斯、瓦昆·菲尼克斯、蘿絲·麥高文和傑瑞米·史賓塞”。TFI最初散播了救贖、世界末日論、精神上的“革命和幸福”以及不信任於組織內被稱為“系統”的外面世界（主流社會）。如同其他原教旨主義團體，該組織“預言了一個被稱為敵基督的獨裁者，一個殘酷的世界政府的崛起，並最終在耶穌再臨被推翻。”
1976年，該組織展開了一個名為「調情釣魚」（Flirty Fishing）的賣淫傳福音方式，該方法利用性关系來“顯示上帝的愛和憐憫”並贏得潜在皈依者入教，從而引起爭議。TFI的創始人和先知領袖大衛·伯格（德克薩斯媒體最初稱為“摩西·大衛”，成員則稱之為“大衛神父”）授予自己“國王”、“最後的末世先知”、“摩西”和“大衛”的稱號。
伯格通過他的書信與她的追隨者交流，稱為“摩信”（Mo Letters）。這些書信是包含無數指令和建議追隨者的屬靈和生活實踐，一直到他於1994年離世。在他死後，他的遺孀凱倫·澤比成為了TFI的領袖，獲得了“女王”和“先知”的頭銜。澤比與史蒂夫·凱利（組織內也被稱為彼得·阿姆斯特丹）結婚。史蒂夫·凱利（彼得·阿姆斯特丹）是伯格的助手，伯格精心挑選了他作為澤比的“配偶”。凱利獲得“彼得國王”的稱號，成為TFI的代言人，在公共場合發表演講的頻率超過伯格或澤比。前成員和倖存者曾多次指控他們涉及兒童性虐待。
伯格宣揚了一套結合傳統基督新教福音派和美國1960年代反文化運動元素合體的教義——在新約聖經《啟示錄》中發現了許多“世界末日的意象”，宣揚美國即將到來的厄運，以及現存教會的低效率。伯格“敦促追隨者回歸到新約聖經里《使徒行傳》中描述的早期基督教社區，信徒共同生活並分享一切”，類似於1960年代後期嬉皮士的公社。

## 歷史

### 天父的兒女（1968－1977年）
該運動的創始人大衛·布蘭特·伯格（1919－1994年）曾是基督教宣道會的牧師。伯格於1968年開始擔任福音派傳教士，他的追隨者是一群“重生嬉皮士”并聚集在加州橘郡杭亭頓海灘的一家咖啡館裏。隔年1969年，在得到“加州將遭受大地震”的啓示後，他離開了杭亭頓海灘并“帶着他的追隨者上路”。
他們會在街上傳教并分發小冊子。「天父的兒女」（Children of God，縮寫COG）內部領導者被稱為“鏈”（The Chain），成員紛紛在各個城市建立了公社。早期的COG公社被稱為“殖民地”（Colony），之後公社逐漸改稱為“家園”（Home）。
1971年，大衛·伯格指示他的幺女，菲斯·伯格（Faithy Berg）前往英國倫敦宣傳天父的兒女。從此開始，一個美國的本土新興宗教運動邁出國際的第一步。同年，由於眾多父母開始擔心加入了該組織的兒女人生安全，美國司法部份正式開展對COG和作為COG頭目的大衛·伯格的調查，懷疑他組織性進行拐帶兒童和性行業操控者。52歲的伯格拋棄糟糠之妻，帶着當時25歲左右的原秘書兼愛人凱倫·澤比逃離美國德克薩斯州前往英國倫敦。
伯格通過書信與他的追隨者交流，直到1994年為止的24年間共發表了近3,000封書信，這些書信統稱為「摩信」（Mo Letters）。在1972年1月的一封書信，伯格道出他是上帝於當代世界的先知，試圖進一步鞏固他在團體中精神上或屬靈上的權威。伯格的書信中還公開承認了他自己的失敗和弱點。例如，他發表了一封摩信題為“我的懺悔——我是一個酒鬼！”（ML #1406，1982年夏季），講述了他因1978年一些最親密的支持者退出團體後陷入抑鬱。
1972年，一封摩信題為“小鳥一樣逃到你的山上”，被一些成員解釋為離開美國的警告：“上帝要摧毀美國……我們不得不離開。”這一封信的內容以及受到外在壓力（一些父母擔心加入了COG的青少年，正試圖拯救和勸說自己孩子回家），最終推動“鼓勵成員移民國外——首先到歐洲、最終到了拉丁美洲和東南亞”。
1972年，COG表示它在全球各地擁有130個社區，到了1970年代中期，在70個國家擁有“殖民地”。英國廣播公司報導了1970年COG有10,000名全職成員。
1974年訂立的「愛之法則」（The Law of Love）是一個以聖經似的“黃金法則”為基礎的道德體系，可以概括為以“愛為名義”所作所為為正當的，並且表達為“上帝唯一的法則是愛”。這種道德標準的主要應用在性關係中。以此道德指南為準，正當化傳統被視為禁忌的性行為，除了男同性的男男性行為之外一切皆可都是上帝寬恕的，只要出自於‘愛’來完成。
1976年，伯格引入了一個新的傳教方式，稱為「調情釣魚」（Flirty Fishing），鼓勵COG女性成員通過與潛在皈依者發生性關係來“表達上帝的愛”。早自從1973年開始，伯格的核心圈子成員便開始練習調情釣魚，並於1976年全面引入一般成員。

伯格同時灌輸了一個新的概念為「一妻」（One Wife），拆散原有的核心家庭，團體內不允許有小家庭或核心家庭，性行為被稱為“分享”。由此「天父的兒女」成為了「愛的家庭」。

### 愛的家庭（1978－1981年）
1978年，繼續逃避執法成員的的大衛·伯格先後藏身於葡萄牙卡斯凱什、西班牙馬德里、瑞士還有法國普羅旺斯。伯格廢棄了“天父的兒女”之名稱，改名為“愛的家庭”（The Family of Love），伯格稱之為“重組國有化革命”（Re-organization Natinoalization Revolution，縮寫RNR）。伯格重整組織，在聽到“關於嚴重不當行為和濫用職權的未具體說明報告”後，辭退了300多名幹部。報告中除了被稱為“鏈”領導者濫用職權外，還包括內部對於調情釣魚是否持續執行產生分歧。COG被指控組織內對未成年者進行性虐待和強姦，並有大量證據支持這一說法。八分之一的成員離開組織，包括瑞凡·菲尼克斯和蘿絲·麥高文的家族也在同一時期脫離，那些留下來的成員就成為「愛的家庭」的組成份子，且組織的大多數信念保持不變。
愛的家庭時期的特點是國際擴張。
1978年之後，調情釣魚的行為“急劇增加”，成為該團體的普遍作法。例如1980年一封摩信（ML #999，1980年）的标题就是《魔鬼讨厌性！——但上帝喜欢！》。在某些地區，調情釣魚者更利用伴遊公司去認識潛在皈依者。據TFI稱：經由調情釣魚，“超過100,000人通過耶穌接受了上帝的救恩之禮，其中一些人選擇了過門徒和傳教士的生活”。研究人員比爾·班布里奇（Bill Bainbridge）得到了一份TFI的數據，顯示從1974年至1987年間，組織成員透過調情釣魚與223,989人發生了性接觸。
1981年，大衛·伯格出言建議追隨者前往南半球,以求躲避1980年代初期冷戰美國與俄羅斯之間的軍備競賽所發出的核彈。伯格先前往了南非開普敦，後前往了斯里蘭卡。團體內的成員也相繼從歐洲前往了東南亞，包括他們的音樂節目製作小組“Music with Meaning”從希臘前往了斯里蘭卡。

### 家庭（1982－1994年）
根據The Family的官方歷史記録，該組織在“The Family of Love 愛的家庭”階段擁有比前一階段（COG時期）少了很多“普通行為標準”。1980年代後期該組織“收緊了標準”“以確保所有成員社區為所有人，特別是兒童，提供一個非常健康的環境”，同時將組織名稱改為「家庭」（The Family）。1989年3月，The Family發表聲明稱“早在1985年”已向所有成員發送了一份緊急備忘録“提醒他們任何‘成人與兒童的性接觸’在我們的團體內是嚴格禁止”（原文強調），並且此類行為是立馬逐出該組織教會為後果。2005年1月，TFI家庭國際的發言人 Claire Browik表示:
由於我們目前對成年人和未成年之間性行為的零容忍政策並未出現於1986年發表的文獻裏，令我們意識到我們的(宗教)運動過渡階段時期，也就1978年到1986年期間，有未成年人受到不適當的性利用……1986年做出了糾正，當有成年人和未成年人（任何21歲以下的人）之間的任何接觸已確立違法并即刻觸發可開除教籍和絶罰。
1990年代初期，「家庭」組織打破了“多年看似沉默許久”的公關并開始“邀請記者和宗教學者”訪問其位於加州拉哈布拉的公社。記者中有來自華盛頓郵報記者古斯塔夫·尼布爾（Gustav Niebuhr）稱其成員是“一群乾淨利落、友好而有禮貌的人”。當時，「家庭」聲稱擁有“縱橫9,000成員，其中約750名分散在美國各地”。該組織強調其主流基督教反對墮胎、同性戀、毒品和醉酒以及對葛理翰牧師的尊重。

### 家庭：大衛·伯格去世後（1995－2003年）
1994年10月，大衛·伯格於葡萄牙去世。凱倫·澤比（組織內部稱呼為瑪麗亞媽媽、瑪麗亞王后、瑪麗亞·大衛或瑪麗亞·方丹）接任組織領導人之位。
1995年2月，該組織推出《愛的憲章》（Love Charter），定義了憲章成員和家員的權利和責任。該憲章還包括《基本家庭規則》，這是對過去TF出版物中仍然有效的規則和指南的總結。
在1994－1995年的英國法庭案件中，艾倫·沃德法官閣下裁定：該組織，包括一些最高領導人，過去曾對未成年人實施虐待性行為，並曾對未成年人實施嚴厲的體罰和隔離。他發現到1995年，TF已經放棄了這些做法，並得出結論認為它們是兒童的安全環境。儘管如此，他明確要求該組織在英國境內停止對兒童的所有體罰，並譴責伯格的任何“應該對TF兒童遭受不當性行為負責”的著作。
由於前三年被世界各地的當地政府調查，原先的大型公社家園被要求解散成更小型的家園，大約容納兩個個核心家族或一個核心家族再加幾位單身成員。

### 家庭國際（2004年至今）
2010年，TFI 發表了一系列的組織改變，稱之為“重啓文件”（Reboot Documents）。

## 批評
「家庭」一直受到媒體和反邪教運動團體的批評。前成員指責其領導階層奉行“對外人撒謊的政策”，“沈浸在性變態的歷史中”，甚至插手“第三世界的政治”。「家庭」回應他们才是“被迫害”的受害者。
1971年，一個名為FREECOG的組織由關心此事的父母和其他人（包括反編程者泰德·帕特里克）共同創立，以“解救”COG成員，使其不再參與該組織。
在上帝的兒女時期，至少有一位在「家庭」中長大的維瑞蒂·卡特（Verity Carter）描述了“從四歲起就受到......邪教成員，包括她自己的父親”的性虐待。她指責大衛·伯格的哲學，他告訴成員“上帝就是愛，愛就是性”，因此性不應受到年齡或關係的限制。卡特還抱怨說，她“因為哪怕是最輕微的違規行為而被反複毆打和鞭打”，被剝奪“音樂、電視或文化”或其他“與外界接觸”的權利，以至於她“不知道世界是如何運作的”，只知道如何操縱“系統人”（局外人），比如社會工作者。
作家唐·拉廷（Don Lattin）為他的書《耶穌怪胎》（Jesus Freaks）採訪了「家庭」的眾多成員。保羅·布爾加里諾（Paul Burgarino）在對該書的評論中將伯格描述為“從嬉皮生活的殘餘中汲取靈感——他們一無所有，無處可去，也沒有基督教背景”，以提醒他們注意伯格佈道中的偏差。一位前「上帝的兒女」成員傑里·戈蘭德（Jerry Golland）形容自己在加入該組織時身無分文，而且非常沮喪，以至於「上帝的兒女」將他“趕出街頭”。戈蘭德對加拿大廣播公司的人員描述，成員們將“學會發現，你知道......一個脆弱的人。我們稱他們為綿羊。”
籌集資金的壓力也可能很大。前成員戈蘭德說，善於籌款和散發小冊子的成員被稱為“閃亮者”（Shiners）。那些銷售不佳的人被稱為“耻辱者”（Shamers）。他說：“如果你無法達成配額，就不能回家吃晚飯。”

## 知名成員及判刑者（過去和現在）

### 成年加入組織
- 傑瑞米·史賓塞（英语：Jeremy Spencer）[37]：英國搖滾樂團佛利伍麥克藍調吉他手兼創始成員之一，于1971年樂團在美國舊金山巡演期間失蹤，歸隊後同年離開樂團并拖家帶口加入天父的兒女，與妻子于組織內共生、養育五名子女[38]。曾為組織的音樂節目工作，並被指控兒童性虐待[來源請求]。杰瑞米的長子早在1984年16歲嘗試逃離組織但未成功，組織內領導將其隔離監禁并禁食了一段日子。其後於1986年，在小心策劃下，以18歲之齡帶着同齡懷孕的菲律賓籍妻子和不足一歲的女兒脫離組織，成為該組織最早脫成功脫離的SGA第二世代成人。接下來的日子剩下的孩子都相繼脫離[39]。
- 亞歷山大·瓦特（Alexander Watt）：2018年2月2日，68歲的亞歷山大·瓦特於蘇格蘭佩斯利法院對四項針對兒童的襲擊和猥褻、下流和性慾行為的指控表示認罪，被法院判240個小時社會服務令并性罪犯登記3年[40][41]
- 德里克·林肯（Derek Lincoln）：2020年8月7日，74歲的德里克·林肯在蘇格蘭高等法院判以虐待兒童被判刑11年6個月[42]。

### 成長於組織後脫離
- 蘿絲·麥高文：美國演員及歌手，于1978年隨着父母脫離。
- 瑞凡·菲尼克斯、瓦昆·菲尼克斯、瑞恩·菲尼克斯（英语：Rain Phoenix）、桑瑪·菲尼克斯（英语：Summer Phoenix）：血缘关系親兄弟姐妹，均为演員。于1972至1978年期間為組織在委內瑞拉卡拉卡斯乃至南美洲及加勒比海地區的成員，後隨着父母脫離。大哥瑞凡·菲尼克斯曾向媒體透露自己在4歲就被性虐待，之後1993年他因藥物過量服用于23歲過世，此事後來被組織利用，以加強對成員脫離組織的恐懼感而達到心理控制。
- 朱莉安娜·布林（英语：Juliana Buhring）：生於1981年希臘雅典，職業自行車手和作者。成長足跡遍及希臘，斯里蘭卡，泰國,日本，愛爾蘭，塞內加爾，烏干達等等地區。于2004年23歲脫離組織，三年後的2007年與同父異母姐姐共同著作回憶録《Not Without My Sister》，曾於2012年打破健力士世界紀録成為世界第一個女性自行車手以最快的速度環遊世界，152天（自行車上實為144天)騎了29,000千米。
- 瑞奇·羅德里格斯（英语：Ricky Rodriguez）：凱倫·澤比的親生兒子，2005年1月謀殺了曾對自己進行了兒童性虐待者的前保姆Angela M. Smith後，飲彈自殺。

## 美国以外的活动
1974年，大衛·布蘭特·伯格为躲避追查，率该组织成员离開美国，迁至瑞士苏黎士，並於翌年到香港建立亞洲總部。1978年改名为「爱的家庭」，到东南亚开展活动。
1980年渗透中国大陆，陆续派出来自美国、加拿大、英国、法国等9个国家的37名成员入境，以從事教職的名义，在北京、上海、廣州、杭州、武汉、黑龍江等地传教，招收信徒。后在1995年成為中华人民共和国公安部认定和明确的邪教组织之一。
1985年，教派被電視節目報導其不當行為，最終被警方請離香港。
2004年更名为「家庭國際」後，在亞洲地區活躍於日本、台灣等地。單論台灣，新北市淡水區陽明山一帶，台中以及高雄均有成員。成員行動包括：前往醫院向病患者“傳道”，打扮成小丑及玩弄造型氣球或孩童歌頌爭取免費公關材料，以教導英語口語為門面，實為招年輕人入會
2014年11月11日，该组织在中国湖北省的分支机构“保林教会”（保康县、神农架林区教会）组建者朱某被保康县公安局逮捕。朱某当时是为防止日益昌盛的「全能神」邪教抢走该组织在保康县的信徒，故受组织派遣到保康县「秘密巡查」，落网的朱某、邹某、宦某3名邪教骨干成员，因非法组织、利用邪教活动扰乱社会秩序已被行政拘留。

## 脫離者援助機構

### 安全通道基金會
安全通道基金會（Safe Passage Foundation）是位於美國的一個免稅非營利組織，專為限制性、孤立性和高壓性社區（主流社會俗稱“邪教”）。由已故茱莉亞·麥克尼爾和幾位前成員共同創立運營，並將該機構的奬學金紀念她。
茱莉亞·麥克尼爾在1974年出生於荷蘭烏特勒支并在Children of God/The Family組織內成長。1993年，19歲的麥克尼爾脫離了The Family，搬到了加拿大。在沒有相應的教育程度、人生支持系統和金錢的情況下，麥克尼爾在毫無選擇的情況下成為了社會邊緣人，為了謀生而成為了舞者和陪侍。然而，堅強不息的麥克尼爾千方百計為了改善自己的生活而奮鬥着，她沒有全盤接受自己的出生和童年的不幸主宰未來，而是決定超越自己。自學了電腦編程后任職了多倫多的兒童醫院的高級程序員和項目經理。
麥克尼爾深切體會和明白離開一個與世隔絶的社區團體的艱難，認識到有數十萬兒童和青少年在邪教或高壓限制性組織長大，他們離開講面臨類似的挑戰。為了這些同道中人融入社會提供幫助，麥克尼爾連同幾位前成員於2003年成立了安全通道基金會。

### COG-TFI倖存者
COG-TFI倖存者（COG-TFI Survivors），是一個主要於Facebook和Instagram社群媒體平臺運作的組織，由多位前成員和倖存者運營和看管，目前正積極向其他前成員收集和分享各自在COG/TFI（家庭國際）的不公平及不人道的遭遇。
該組織的受害者及倖存者於Change.org請願美國總統,美國聯邦調查局、國際刑警組織以及各界法律執行者緝拿凱倫·澤比，為她所作所為承擔法律責任。

### 蝴蝶和勇氣播客
蝴蝶和勇氣播客（Butterflies and Bravery Podcast）由前成員創立和主持。該播客的初衷是向邪教倖存者提供一個“需要用自己的言語去講述自己的故事經歷，互相支持的平臺。我們慶祝倖存者去面對發生在自己身上的事情和負起身心治愈的勇氣，正常化討論心理健康。打破社會污名和羞辱感，談論可怕還為可悲的故事哭泣。我們的目標是在此過程中充滿歡樂”。該播客邀請了多位COG/TFI前成員參與製作，讓更多的前成員知道他們不用默默受苦。

## 延伸閱讀
脫離組織後的SGA二世代成人當中，為了自己童年長期禁聲，失去的童年，失去生命的同輩以及遭到利用的父母伸張正義，前後出個人回憶録和紀録片，同時教育普羅大眾該組織的存在和邪教的危害性。

### 紀録片
- 《Children of God》，1994年[50]，導演John Smithson。
- 《Children of the Cult》，2021年8月，Discovery Channel 出品[51]，此作參與合作包括眾多二世代成人，如Hope Bastine[52]、Celeste Jones、Verity Carter[53]、Amy Bril以及大衛·伯格的孫子Jose Burg。

### 一世代成人回憶録
- 《The Children of God: The Inside Story》：作者狄波拉·戴維斯（Deborah Davis）和比爾·戴維斯（Bill Davis）。狄波拉·戴維斯生於1945年，原名為琳達·伯格（Linda Burg），為大衛·伯格與原配所生親生長女。于1978年脫離組織，書中陳述父親性騷擾了自己最小的妹妹也就是大衛·伯格本人幺女菲斯·伯格（Faith Burg）。
- 《The Children of God Cult, aka The Family》[54]：作者塞繆爾·阿傑米安（Samuel Ajemian），2006年出版。作者為土生土長希臘人，於1969年在加州伯克利自願加入天父的兒女組織，十年間參與了組織內的自由性愛和群交,後於1979年因組織內鼓吹性侵兒童而脫離組織。

### 二世代成人回憶録
- 《Not Without My Sister（英语：Not Without My Sister）》[55]：作者朱莉安娜·布林（英语：Juliana Buhring）[56][57]、 賽萊斯特·瓊斯（Celeste Jones）、克麗絲娜·瓊斯（Kristina Jones），三者為同父異母姐妹，父親為該組織音樂節目《Music with Meaning》創始人Christopher Jones（1951年生，英國人，與7名婦女共生育15人）。
- 《Born into the Children of God: My life in a religious sex cult and my struggle for survival on the outside》：作者娜塔莎·托米（Natacha Tormey），生於1985年，法國籍親生父母以青少年之齡加入組織共生育13人，成長足跡遍及東南亞，東非和歐洲。2003年18歲脫離組織。
- 《BRAVE》：作者蘿絲·麥高文，美國演員，1973年生於意大利佛羅倫薩，父母為美國人。父親為該組織在意大利某地的領隊，全家于1978年脫離組織。
- 《Leaving Isn't the Hardest Thing, Essay》：作者Lauren Hough[58]，生於德國柏林，成長足跡遍及七國和美國德州西部。15歲脫離組織。
- 《Sex Cult Nun: Breaking Away from the Children of God, a Wild, Religious Cult》：作者Faith Jones[59]，1977年生於香港，為大衛·伯格三子Jonathan Berg與第二伴侶Ruth David之女，換言之創始人之親孫女[60]。成長足跡遍及澳門、日本、哈薩克斯坦、泰國等地，2000年23歲時脫離組織。
- 《Uncultured: A Memoir》：作者丹妮拉·梅斯蒂亞內克·楊（Daniella Mestyanek Young）

### 播客
- Surviving Love Podcast （页面存档备份，存于）

## 註解
1. ↑  FREECOG後來併入邪教認知網絡（Cult Awareness Network），而邪教認知網絡在其存續期間，其成員曾以反邪教之名，以取消編程為手段侵犯他人人權，並在一場與該組織成員瑞克·阿蘭·羅斯相關的人權侵犯官司中敗訴並被要求支付鉅額懲罰性賠償賠款後，於1996年因賠款而破產解散
2. ↑  反編程又稱取消編程，是種飽受非議、經常涉及迫害人權的反邪教措施
3. ↑  泰德·帕特里克是取消編程的發明者，曾多次入獄